# 87
87（八十七）是86与88之间的自然数。

## 在文化中
在網路中「87」與台語「白癡（讀音：pe̍h-tshi）」相似，所以罵人87也相當於罵他人是白癡或北七的意思。
另外，電玩實況主亞洲統神張嘉航有名言：「我只能給你87分，不能再高了」，此處的87意指「霸氣」，並非「白癡」。不過，在板球運動中，得分87分被認為是不吉利的，這是因為87分比100分少了13分的緣故。
在粵語中，87也和港式粗口「笨柒」讀音類近。意指愚笨或幹了愚蠢的事。

## 在数学中
- 第63個合數，正因數有1、3、29和87。前一個為86、下一個為88。
質因數分解為{\displaystyle 3\times 29}。
- 第67個虧數，真因數和為33，虧度為54。前一個為86、下一個為89。
- 第58個不尋常數，大於平方根的質因數為29。前一個為86、下一個為88。
- 第30個半質數。前一個為86、下一個為91。
- 第55個無平方數因數的數。前一個為86、下一個為89。
- 第51個十进制的奢侈數。前一個為86、下一個為88。
- 87是一個幸運數。
- 首四個質数的平方之和：{\displaystyle {{{{{2}^{2}}+{{3}^{2}}}+{{5}^{2}}}+{{7}^{2}}}=87}。[2]
- {\displaystyle {{{{{5!}-{4!}}-{3!}}-{2!}}-{1!}}=87}
- 三十边形数。

### 基本运算
| 乘法                             | 1  | 2   | 3   | 4   | 5   | 6   | 7   | 8   | 9   | 10  |  | 11  | 12   | 13   | 14   | 15   | 16   | 17   | 18   | 19   | 20   |
| -------------------------------- | -- | --- | --- | --- | --- | --- | --- | --- | --- | --- |  | --- | ---- | ---- | ---- | ---- | ---- | ---- | ---- | ---- | ---- |
| {\displaystyle {{87}\times {x}}} | 87 | 174 | 261 | 348 | 435 | 522 | 609 | 696 | 783 | 870 |  | 957 | 1044 | 1131 | 1218 | 1305 | 1392 | 1479 | 1566 | 1653 | 1740 |

## 在科学中
- 的原子序數[3]